# 麻雀クエスト
麻雀クエスト（まーじゃんクエスト）
1. タイトーから発売された脱衣麻雀ゲーム。本項で詳述。
2. 1998年にJウイングから発売されたゲームボーイ向けの麻雀ゲーム。

『MAHJONG QUEST』（マージャンクエスト）は、ホワイトボードが開発し、タイトーが1991年5月にアーケードゲームとして発売した脱衣麻雀ゲーム。

## 作品概要
サントス／ホワイトボードが開発した、タイトーのシステム基板「F2システム」向けの麻雀ゲーム。このゲームを開発したスタッフはこの作品の前に『スケバン雀士竜子』（セガ）を開発しており、キャラクターを含め『スケバン雀士竜子』からの流用が見られる。
キャラクターデザインは『銀河任侠伝』（ジャレコ）『メルヘンメイズ』（ナムコ）、またこの作品の後に『負けるな!魔剣道』シリーズ（データム・ポリスター）を手がけたANO清水を起用、彼による美少女キャラクターが花を添えた。
音楽は『カダッシュ』や『キャメルトライ』等のタイトー作品を多数担当していたピンチパンチが担当。
タイトルに「クエスト」と銘打っているように、ファンタジー世界を舞台とし、RPGの要素を盛り込んだ麻雀ゲームとなっている。敵キャラクターとの戦闘は麻雀で行い、敵を倒すと経験値とお金を得られ、一定の経験値に達するとレベルアップしパラメータの上昇や魔法を覚え、脱衣麻雀で定番のイカサマ技は魔法となり、麻雀の点数がヒットポイントやダメージに換算、町には宿屋や道具屋が存在、武器を買うことで攻撃力だけでなく、リーチ時にゲージをためることで一発あがりが可能、盾を買うことで相手の配牌の透視が可能になるなど、これまでの脱衣麻雀とは一線を画す設定がなされていた。また初心者向けには捨て牌をアドバイスする「アドバイスモード」も搭載されていた。
ただし、アーケードゲームの麻雀ゲームである以上、麻雀専用のコントロールパネルであるため、フィールド画面上でのキャラクター移動操作ができないという点もある。またRPGのシステムを踏襲しているがために、敵キャラクターの出現が完全ランダムであったこともデメリットと化した点は否めない。ゲーム自体の完全攻略に長い時間が必要なだけにこうしたデメリットが目立った作品でもあった。
他社開発とはいえ、タイトーブランドを冠した脱衣ゲーム作品だった為か、当時は一部のタイトーファンから不評の声も上がっていた(『スケバン雀士竜子』はセガから発売されたがタイトル画面にはセガのロゴがなく、ホワイトボードとクレジットされていた)。タイトー側もそれを考慮していたのか脱衣グラフィックが表示されないバージョンもごく少数ではあるが出荷している。後に発売された『雀神伝説』では控えめになっていた。
なお、1994年にはSPSが『雀神クエスト』のタイトルでX68000シリーズ向けに移植、発売している。移植した際にはオリジナルのトーナメント対戦モードも盛り込まれている。

## あらすじ
平和な時代を雀魔王コクシーが襲い、世の中は絶望の時代となった。戦士達はコクシーに戦いを挑むも、敗れ去れ、国を失うこととなる。テンパネル王国の聖雀士リードラー・リュウコ（『スケバン雀士竜子』の主人公の先祖に当たる）もその一人だった。彼女はコクシーを倒すため、旅を続けるのであった。旅の途中で遭遇するモンスターは、コクシ―の魔力によって姿を替えられた近隣住民である。